# Espagne aux Jeux olympiques de 1900
L'équipe olympique espagnole, composée de 8 sportifs répartis dans 3 disciplines, a participé à ses premiers Jeux à Paris. L'Espagne avec son unique médaille en or s'est classée au quatorzième rang du classement des nations.

## Liste des médaillés espagnoles

### Médailles d'or
| Sport              | Discipline    | Sportifs                          | Performance |
| Médailles d'or : 1 |               |                                   |             |
| Pelote basque      | Pelote basque | José de Amézola Francisco Villota |             |